# Kurland (Zweden)
Kurland is een plaats (tätort) in de gemeente Trelleborg in het landschap Skåne en de provincie Skåne län in Zweden. De plaats heeft 507 inwoners (2010) en een oppervlakte van 38,66 hectare.